# North Richmond (California)
North Richmond es un lugar designado por el censo ubicado en el condado de Contra Costa en el estado estadounidense de California. En el año 2010 tenía una población de 3.717 habitantes.

## Geografía
North Richmond se encuentra ubicado en las coordenadas 37°57′50.62″N 122°22′13.65″O / 37.9640611, -122.3704583.

## Educación
El Distrito Escolar Unificado de West Contra Costa gestiona escuelas públicas.